# Schistura machensis
Schistura machensis es una especie de peces de la familia Balitoridae en el orden de los Cypriniformes La cual se distingue por su largura y sus rayas por así decirlo es como un pez payaso anguila ya que tiene rayas en su cuerpo parece anguila pero es un pez

## Morfología
• Los machos pueden llegar alcanzar los 3,6 cm de longitud total.

## Distribución geográfica
Se encuentra en la cuenca del río Indo en Pakistán.

## Hábitat
Es un pez de agua dulce.